# Liste der Naturschutzgebiete im Landkreis Tübingen
Im Landkreis Tübingen gibt es 22 Naturschutzgebiete. Für die Ausweisung von Naturschutzgebieten ist das Regierungspräsidium Tübingen zuständig. Nach der Schutzgebietsstatistik der Landesanstalt für Umwelt, Messungen und Naturschutz Baden-Württemberg (LUBW)  stehen 1192,15 Hektar der Kreisfläche unter Naturschutz, das sind 2,30 Prozent.
| Name                             | Bild               | Kennung            | Einzelheiten | Position | Fläche Hektar | Datum         |
| -------------------------------- | ------------------ | ------------------ | --- | -------- | ------------- | ------------- |
| Eisenbachhain                    | Eisenbachhaineiche | 4.003 WDPA: 81593  | Dettenhausen Aus einem Hudewald hervorgegangener Laubmischwald auf Arietenkalk des Lias. Alter Bestand von ca. 150-jährigen Buchen und 250 bis 300-jährigen Eichen mit heute teilweise dichtem Unterholz; Bannwald (LWaldG § 32). | ⊙        | 8,3           | 23. Aug. 1937 |
| Trichter-Ehehalde                |                    | 4.010 WDPA: 82735  | Rottenburg am Neckar Teil des präglazialen Neckartales mit zu Nagelfluh verbackenen, mittelpleistozänen Schottern des Neckars. Ausgedehnte Heckenbestände mit Schlehe, Rosen-Arten, Hasel und Vogelkirsche. Brutgebiet für Singvögel | ⊙        | 2,7           | 9. Feb. 1938  |
| Hirschauer Berg                  |                    | 4.077 WDPA: 81885  | Tübingen Südhang des Spitzberges bei Tübingen mit artenreicher Flora. | ⊙        | 22,2          | 30. Juli 1980 |
| Oberes Steinach                  |                    | 4.095 WDPA: 82269  | Rottenburg am Neckar, Tübingen Baggersee; Ufervegetation mit Auegehölzen, Röhrichtbeständen, Steilufern und Flachwasserzonen als Brut-, Rast- und Nahrungsplatz zahlreicher gefährdeter Vogelarten. | ⊙        | 7,5           | 15. März 1982 |
| Kapfhalde                        |                    | 4.104 WDPA: 82038  | Hirrlingen, Rottenburg am Neckar, Rangendingen Landschaftlich reizvoller rechter Prallhang der Starzel mit in zahlreichen Arten vorkommenden seltenen Pflanzen- und Tiergesellschaften. | ⊙        | 11,8          | 9. Mai 1983   |
| Filsenberg                       |                    | 4.105 WDPA: 81663  | Mössingen Extensiv genutzte Hochwiesen mit einer Vielzahl seltener, gefährdeter wärme- und trockenheitsliebender Pflanzenarten, mit kulturhistorischer Bedeutung der einmähdigen Magerwiesen. | ⊙        | 35,8          | 18. Mai 1983  |
| Bergrutsch am Hirschkopf         |                    | 4.145 WDPA: 162384 | Mössingen Ausgedehnter Bergrutsch mit unzugänglichen Felspartien, Geröllhalden und Schotterflächen als Forschungsobjekt für geologische, biologische (Sukzession) und landeskundliche Studien; Schonwald (LWaldG § 32). | ⊙        | 39,4          | 16. März 1988 |
| Espenloch-Hintere Halde          |                    | 4.146 WDPA: 163005 | Hirrlingen, Rangendingen Halbtrockenrasen, Streuobstbestände und Feuchtgebiete, die es zu pflegen und zu verbessern gilt. | ⊙        | 22,3          | 15. Juli 1988 |
| Burglehen                        |                    | 4.157 WDPA: 162655 | Rottenburg am Neckar Hauptsächlich durch Kiesabbau entstandene Lebensräume mit Flachwasserzonen, Schlick- und Wasserflächen, Steilufer, Röhrichtbestände, Ruderalstandorte und Ufergehölze als Brut-, Rast- und Nahrungsgebiet für eine Vielzahl bedrohter Vogelarten; artenreiche Reptilien- und Amphibienfauna; im Zusammenhang mit dem benachbarten NSG 4.95 "Oberes Steinach", überregional bedeutsam als Ruhe- und Rastplatz für Zugvögel. | ⊙        | 16,3          | 14. Apr. 1989 |
| Blaulach                         |                    | 4.164 WDPA: 162449 | Kusterdingen, Tübingen Neckaraltarm mit seltenen bedrohten Wasser-, Sumpf- und Uferpflanzengesellschaften und deren Tierbestände; vorgelagerte Wiesenfläche und ein Streifen natürlicher Hangwald mit kleinen Hangrutschungen und Quellaustritten. | ⊙        | 12,0          | 23. März 1990 |
| Spitzberg-Ödenburg               |                    | 4.174 WDPA: 165616 | Tübingen Südexponierter, kulturhistorisch bedeutsamer, wissenschaftlich interessanter Steilhang mit Brachen, Halbtrockenrasen, Gebüschformationen, alten Weinbergmauern und -terrassen, Waldrändern und extensiven Streuobstwiesen; Lebensraum zahlreicher seltener und vom Aussterben bedrohter, Wärme und Feuchtigkeit liebende Pflanzen- und Tierarten. | ⊙        | 9,9           | 22. Okt. 1990 |
| Bühler Tal und Unterer Bürg      |                    | 4.218 WDPA: 162634 | Rottenburg am Neckar, Tübingen Offene Kulturlandschaft mit ungedüngten, nassen bis trockenen Wiesen, Streuobstbestände mit alten Hochstämmen, unverbauter mäandrierender Bach, Galeriewald und Laubmischwald. Dieser Vielfalt entspricht eine hohe Zahl an gefährdeten und geschützten Tier- und Pflanzenarten. | ⊙        | 84,3          | 10. März 1993 |
| Vollmershalde                    |                    | 4.229 WDPA: 166092 | Rottenburg am Neckar Reste der historischen Weinbergnutzung, z. B. Mauerreste und Kulturflüchtlinge aus dieser Zeit; Halbtrockenrasen, Salbei-Glatthaferwiesen, Saumgesellschaften, Schlehengebüsche und Waldmäntel, Streuobstbestände mit hohem Anteil an alten Bäumen; traditionelle Kulturlandschaft und reich strukturierter Lebensraum für viele gefährdete Pflanzen- und Tierarten. | ⊙        | 49,0          | 10. Sep. 1993 |
| Schaichtal                       |                    | 4.256 WDPA: 165357 | Dettenhausen, Walddorfhäslach Landschaftlich reizvolles Bachtal im Schönbuch mit offener, reich strukturierter Aue; kleinräumiger Wechsel von Wiesen und Brachen mit von Gehölzen begleiteten Bachläufen, umgeben von Waldhängen mit Quellbächen und Schluchtwaldfragmenten; durch pflegliche Bewirtschaftung sollen die miteinbezogenen Waldbestände naturnah und standortgemäß in Mischwald zurückgeführt werden. Das Schaichtal ist Teil des Naturparks Schönbuch und erstreckt sich über vier Landkreise (Tübingen, Reutlingen, Esslingen und Böblingen) in zwei Regierungsbezirken. | ⊙        | 203,27        | 23. Feb. 1995 |
| Rappenberg                       |                    | 4.264 WDPA: 165099 | Rottenburg am Neckar Reichstrukturiertes Mosaik von Pflanzengesellschaften der Halbtrockenrasen, Saumgesellschaften, Waldränder, Streuobstwiesen und offene Wiesenflächen. | ⊙        | 15,8          | 15. Sep. 1995 |
| Kochhartgraben und Ammertalhänge |                    | 4.265 WDPA: 164175 | Rottenburg am Neckar, Ammerbuch Vielgestaltige Kulturlandschaft; Komplex aus Pflanzengesellschaften der Trocken- und Halbtrockenrasen, Saumgesellschaften, Schafweiden, Hecken, Streuobstwiesen, aufgelassene Steinbrüche, Bachauen und Brachen; artenreiche Pflanzenwelt, zahlreiche Insekten- und Vogelarten. | ⊙        | 103,2         | 21. Dez. 1995 |
| Katzenbach-Dünnbachtal           |                    | 4.276 WDPA: 164040 | Ofterdingen, Rottenburg am Neckar Kulturell geprägte Tallandschaft mit naturnahen Feuchtflächen, Gehölzen und naturnah bewirtschafteter, altholzreicher Eichen-Hainbuchen- und Eichen-Linden-Elsbeeren-Wald; vielgestaltige Lebensräume für seltene und gefährdete Tier- und Pflanzenarten. | ⊙        | 121,3         | 19. Dez. 1996 |
| Altwiesen                        |                    | 4.280 WDPA: 162135 | Bodelshausen Flaches Grünlandgebiet mit Frisch-, Feucht- und Naßwiesenmosaik auf staunassen Opalinustonen des Braunen Jura im südwestlichen Albvorland östlich von Bodelshausen, die in dieser Ausprägung und Größe im LK Tübingen eine Seltenheit darstellen. Kleine Teile des Gebietes werden ackerbaulich genutzt, bzw. sind mit Fichten und Pappeln aufgeforstet. In Feucht- und Naßwiesen reiche Trollblumenvorkommen. | ⊙        | 23,2          | 22. Jan. 1997 |
| Öschenbachtal                    |                    | 4.281 WDPA: 164951 | Mössingen Magere Wiesen und Weiden in trockener und nasser Ausprägung, insbesondere Halbtrockenrasen und Hangquellsümpfe; die Extensivierung der intensiv bewirtschafteten Wiesen- und Weidenbereiche wird angestrebt. | ⊙        | 69,5          | 9. Sep. 1997  |
| Bei der Olgahöhe                 |                    | 4.295 WDPA: 318178 | Mössingen Vielfältige, reichstrukturierte Kulturlandschaft mit ausgedehnten Streuobstbeständen und natürlichem Totholzanteil auf magerem Grünland und Magerrasen sowie Hecken und Gebüsche in enger Verzahnung mit naturnahen Abschnitten von Bachläufen mit Eschen-Erlenwäldern; floristisch außerordentlich hochwertige Magerrasen mit großen Zahl an seltenen und gefährdeten Pflanzenarten, u. a. einer vom Aussterben bedrohten Art, des nach der FFH-Richtlinie »prioritären Lebensraumes« der Trespen-Schwingel-Kalk-Trockenrasen; Lebensraum der nach der Richtlinie der Europäischen Kommission zur Erhaltung der wildlebenden Vogelarten (Vogelschutzrichtlinie) zu schützenden Arten Neuntöter, Mittelspecht und Halsbandfliegenschnäpper. | ⊙        | 25,0          | 1. Okt. 1999  |
| Schönbuch-Westhang/Ammerbuch     |                    | 4.299 WDPA: 319084 | Ammerbuch Ausgedehnter, geschlossener, fast ununterbrochener Streuobstwiesengürtel um den Schönbuch mit mehreren tausend Hochstammbäumen und altersbedingtem Totholz; alter, reich strukturierter Kultur- und Lebensraum, in dem riesige, wenig erschlossene Obstwälder in sonnig-warmer Lage günstig verzahnt sind mit Salbei-Glatthafer-Wiesen; Wein-bergbrachen mit Trockenmauern, Hohlwegen, Hecken, natürliche Waldränder aus wärmeliebendem Saum und Gebüsch, mit häufig anschließendem, natürlich aufgewachsenem Eichen-Elsbeeren-Wald oder naturnahem Wald von hohem Alter; natürliche Lebensräume mit artenreichen Tierbeständen (Vögel, Reptilien, Amphibien, Insekten und Schnecken.).                                                     | ⊙        | 459,0         | 15. Nov. 2000 |
| Winterhalde                      |                    | 4.293 WDPA: 82927  | Bodelshausen, Hechingen Vielfältig strukturierter Talraum mit, durch klimatische, geomorphologische und nutzungsgeschichtliche Voraussetzungen entstandenem Mosaik schutzwürdiger landschaftstypischer und kulturhistorisch bedeutsamen Biotopen als Lebens- und Rückzugsraum einer artenreichen und gefährdeten Pflanzen- und Tierwelt; Landschaftsteil von besonderer landschaftlicher Schönheit; wichtiger Bestandteil im lokalen Biotopverbund des mittleren Starzeltales; Beispiel der extensiv genutzten, bäuerlichen Kulturlandschaft des Albvorlandes | ⊙        | 54,0          | 8. Mai 1999   |
| Legende für Naturschutzgebiet    |                    |                    | |          |               |               |